# St. Petrus in Ketten (Pietrzwałd)
Die St.-Petrus-in-Ketten-Kirche im polnischen Pietrzwałd ist ein zu Ende des 16. Jahrhunderts in Holzbauweise errichtetes Barockbauwerk. Bis 1945 war sie evangelisches Gotteshaus der Kirchengemeinde Peterswalde in Ostpreußen. Heute ist sie römisch-katholische Pfarrkirche im Erzbistum Ermland.

## Geographische Lage
Pietrzwałd liegt südlich der Kreisstadt Ostróda (Osterode in Ostpreußen) im Landschaftsschutzpark Kernsdorfer Höhen (polnisch Park Krajobrazowy Wzgórz Dylewskich) im Westen der Woiwodschaft Ermland-Masuren. Durch das Dorf verläuft die Kreisstraße (polnisch Droga powiatowa, DP) 1235N. Eine Bahnanbindung besteht nicht.

## Kirchengebäude
Im Jahre 1588 beschlossen die Dörfer Peterswalde (Pietrzwałd), Jonasdorf (Jankowiec) und Poburzen (Pobórze) zusammen mit den Erben von Christoph Finck in Haasenberg (Zajączki)–Dreißighufen (Włoki) eine Kirche in Peterswalde zu bauen. Die Finanzierung des Kirchendieners wollten sie selber übernehmen. Die Unternehmung stieß auf heftigen Protest der Kirchenleitung, da das Gotteshaus ohne Erlaubnis des Landesherrn gebaut und einfach ein Geistlicher eingestellt wurde. Schlussendlich aber gab es ein Einvernehmen.

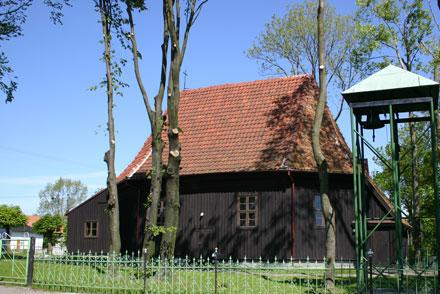
Glockenträger neben der Kirche

Bei der Kirche handelt es sich um einen gestreckten achteckigen Holzbau mit einem erst 1615 an der Westseite errichteten freistehenden Glockenträger. Der Innenraum mit Emporen an der Nord- und Westseite war verputzt. Aus den Jahren um 1715 stammte der Altar, der einen wertvollen noch aus dem Ende des 14. Jahrhunderts stammenden Schnitzaltar ersetzte, von dem einige Figuren erhalten sind und im Museum für Ermland und Masuren in Lidzbark Warmiński (Heilsberg) lagern. 1753 wurde eine neue Glocke beschafft, die das Geläut der ersten aus dem Jahre 1615 ergänzte. Eine Orgel, die neben dem Altar postiert wurde, erhielt die Kirche im Jahre 1802.
1844 wurde die Kirche außen verschalt und innen neu verputzt. Zwischenzeitlich kamen Überlegungen auf, eine neue Kirche zu bauen und die alte in ein Gemeindehaus umzugestalten. Der Erste Weltkrieg setzte diesem Vorhaben ein Ende.
1924 setzte man in den Altar eine Kanzel ein. Im gleichen Jahre erfolgte eine gründliche Renovierung sowie der Anbau einer Sakristei an der Altarseite. Und um Gottesdienste auch im Winter abhalten zu können, wurde ein Ofen installiert.
Eine Erneuerung der Holzverschalung wurde 1980 notwendig. In dieser Zeit war die Kirche bereits Eigentum der römisch-katholischen Kirche, die sie außerdem den veränderten liturgischen Ansprüchen baulich angepasst hatte. Das bemerkenswerte Gotteshaus bestimmt seit nunmehr über 400 Jahren das Dorfbild und trägt jetzt den Namen des Petrus in Ketten.

## Kirchengemeinde

### Evangelisch
Bis 1945 war die Kirche in Peterswalde mit der Kirche in Groß Schmückwalde (polnisch Symkowo) pfarramtlich verbunden, zuletzt als – jeweils selbständige – „vereinigte Kirchengemeinden“. An der in eigener Regie und ohne die Genehmigung von Kirchenleitung und Landesherrn erbauten, später aber legitimierten Kirche amtierte in den Jahren 1591 bis 1614 Felix Horn als eigens eingestellter Geistlicher, dessen Dienst dann aber dem Pfarrer in Groß Schmückwalde übertragen wurde.
Die Kirche Peterswalde gehörte zur Inspektion Osterode, später und bis 1945 zum Superintendenturbezirk Osterode im Kirchenkreis Osterode innerhalb der Kirchenprovinz Ostpreußen der Kirche der Altpreußischen Union. Zusammen mit Groß Schmückwalde zählte die Gesamtpfarrei im Jahre 1925 insgesamt 3.440 Gemeindeglieder, von denen 750 zum Kirchspiel Peterswalde gehörten.
In den Jahren 1933 bis 1937 amtierte Otto Glüer als Pfarrer für Peterswalde und Groß Schmückwalde. Er war Mitglied der Bekennenden Kirche und einziger Vertreter Ostpreußens bei der Barmer Bekenntnissynode im Jahre 1934. Er fiel beim NS-Staat in Ungnade und wurde am 24. Mai 1937 wegen „staatsfeindlichen Verhaltens“ aus Ostpreußen ausgewiesen.
Flucht und Vertreibung der einheimischen Bevölkerung waren nach 1945 ein Aderlass für die  evangelische Gemeinde. Heute hier noch lebende Gemeindeglieder gehören zur Kirchengemeinde der Evangelisch-Augsburgischen Kirche in Polen in Ostróda bzw. zur evangelisch-methodistischen Kirche Glaznoty (Marienfelde).
Kirchenbücher des Pfarramts Groß Schmückwalde/Peterswalde aus den Jahren 1741 bis 1874 mit den Angaben über Taufen, Trauungen und Begräbnissen befinden sich bei der Deutschen Zentralstelle für Genealogie in Leipzig.

### Römisch-katholisch
Nach 1945 übernahm die römisch-katholische Kirche das Gotteshaus in dem nunmehr Pietrzwałd genannten Dorf. Sie errichtete hier zum 22. Februar 1972 eine eigene Pfarrei, die sie dem Schutzpatron auch der Pfarrkirche St. Petrus in Ketten widmete. Ihr zugeordnet wurde die aus dem Jahre 1900 stammende Filialkirche in Glaznoty (Marienfelde).
Die Pfarrei Pietrzwałd ist in das Dekanat Grunwald (Grünfelde) des Erzbistums Ermland eingegliedert.